# Frank Göbler
Frank Göbler (* 1957 in Marienberg) ist ein deutscher Slawist.

## Leben
Göbler, geboren im Westerwald, studierte nach dem Abitur am Konrad-Adenauer-Gymnasium in Westerburg an der Universität zu Köln im Hauptfach Slawische Philologie sowie im Nebenfach Westslawische Philologie und Anglistik. 1983 legte er die Magisterprüfung ab. 1988 promovierte er über Vladislav F. Chodasevič: Dualität und Distanz als Grundzüge seiner Lyrik. Für seine Arbeit wurde er mit dem Förderpreis der Deutschen Gesellschaft für Osteuropakunde ausgezeichnet. 
Anschließend war Göbler wissenschaftlicher Mitarbeiter am Slawischen Institut der Universität zu Köln, wo er sich 1991 mit der Schrift Das Werk Aleksej K. Tolstojs für das Fach Slawische Philologie habilitierte. 1992 wurde er zum wissenschaftlichen Oberassistenten ernannt. Es folgten Lehrstuhlvertretungen an der Johann Wolfgang Goethe-Universität Frankfurt am Main, der Ruprecht-Karls-Universität Heidelberg und Julius-Maximilians-Universität Würzburg sowie Auslandsaufenthalte in Moskau und Zagreb. 
1997 erhielt Frank Göbler einen Ruf als Professor für Slavische Literaturwissenschaft an das Institut für Slavistik der Johannes Gutenberg-Universität Mainz. Schwerpunkt seiner Forschung ist die russische Literatur des 19. und 20. Jahrhunderts, im Besonderen die Literatur der russischen Emigration. Sein Interesse gilt weiter der serbischen und kroatischen Literatur des 20. Jahrhunderts.